# Сървайвър: Панама
Сървайвър: Панама – Островът на изгнаника (на английски: Survivor: Panama – Exile Island) е дванадесетия сезон на популярното американско CBS реалити шоу „Сървайвър“. Сезонът е заснет в Островите на Перлите, на Панамския бряг от 31 октомври 2005 г. до 2 февруари 2006 г. Водещ е 'Джеф Пробст, дните са 39, а участниците – 16. Сезонът е вторият с толкова брой участници.
Играта започва с разделянето на играчите в четири племена по пол и възраст: млади мъже (Виверос), възрастни мъже (Ла Мина), млади жени (Байонета) и възрастни жени (Касая). Имената са взети от четири острова. Виверос и Байонета са разбъркани след първия племенен съвет, използвайки имената на Ла Мина и Касая и настанявайки се в техните лагери. Когато остават десетима оцеляващи, племената се обединяват. Новото племе се казва Гитанос, испанската дума за измамник. Всъщност, във финалната четворка има член на всяко едно от четирите племена. С вот 5 – 2, Арас Баскаускас побеждава Даниел ДиЛоренцо и става последният оцелял.
Сезонът включва туист от Сървайвър: Палау, наречен Островът на изгнаника. Всяка седмица един участник е изпратен на този остров от останалите. Периодът е от изпитанието за награда, до следващото изпитание за имунитет. На участника се дават мачете, кофа с вода и кремък. На острова се намира и скрития идол за неприкосновеност.
Сири Фийлдс е избрана да се състезава отново в Сървайвър: Микронезия, където се класира трета. Тя се завръща и в Сървайвър: Герои срещу Злодеи, като част от племето на героите, където е 17-а. ДиЛоренцо също участва в Герои срещу Злодеи, но е в племето на злодеите. Класира се 7-а. Арас Баскаускас се завръща в Сървайвър: Кръв срещу Вода заедно с брат си Витас, където е 11-и.
|  | Тази страница частично или изцяло представлява превод на страницата Survivor: Panama в Уикипедия на английски. Оригиналният текст, както и този превод, са защитени от Лиценза „Криейтив Комънс – Признание – Споделяне на споделеното“, а за съдържание, създадено преди юни 2009 година – от Лиценза за свободна документация на ГНУ. Прегледайте историята на редакциите на оригиналната страница, както и на преводната страница, за да видите списъка на съавторите. ВАЖНО: Този шаблон се отнася единствено до авторските права върху съдържанието на статията. Добавянето му не отменя изискването да се посочват конкретни източници на твърденията, които да бъдат благонадеждни. |